# 前482年
| 千纪： | 前1千纪 |
| 世纪： | 前6世纪 \| 前5世纪 \| 前4世纪 |
| 年代： | 前510年代 \| 前500年代 \| 前490年代 \| 前480年代 \| 前470年代 \| 前460年代 \| 前450年代 |
| 年份： | 前487年 \| 前486年 \| 前485年 \| 前484年 \| 前483年 \| 前482年 \| 前481年 \| 前480年 \| 前479年 \| 前478年 \| 前477年                                                                            |
| 纪年： | 周敬王三十八年 魯哀公十三年 齐简公三年 晉定公三十年 秦悼公九年 楚惠王七年 宋景公三十五年 卫出公十一年 陳湣公二十年 蔡成侯九年 郑声公十九年 燕孝公十一年 吴王夫差十四年 越王勾践十五年 杞湣公五年 |

## 大事記
- 宋国的向巢进攻郑国，占领钖地、包围嵒地。郑国的罕达救援嵒地，包围了宋军。宋国向魋救援，惧怕逃走回国。郑军在嵒地全歼宋军，俘虏了成讙郜延，把六个城邑掳掠一空。
- 夫差與晋定公、单平公、鲁哀公等諸侯會盟于黃池（今河南封丘西南）。
- 勾踐利用夫差北上爭霸，國內空虛之機，攻入吳都姑蘇，俘吳世子友。

## 逝世
- 夏區夫，陈国大夫
- 許元公，许国国君